# Catherine Cortez Masto
Catherine Cortez Masto (Las Vegas, 29 marzo 1964) è un avvocato e politica statunitense, senatrice democratica per lo stato del Nevada dal 2017. È stata il 32º Procuratore generale del Nevada dal 2007 al 2015.

## Biografia
Nata a Las Vegas, da madre di origine italiana, Joanna Musso, e da padre di origine messicana, Manny Cortez, (il nonno paterno, Eduardo Cortez, emigrò in Nevada da Chihuahua, Messico), Catherine Cortez Masto ha frequentato la Ed W. Clark High School e si è laureata in finanza alla Università del Nevada-Reno nel 1986 conseguendo poi un dottorato in giurisprudenza presso la Gonzaga University School of Law nel 1990.

## Carriera

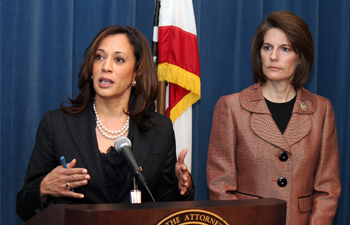
Cortez Masto con l'allora procuratore generale della California (e dal 2021 vice presidente degli Stati Uniti, Kamala Harris) nel dicembre 2011

Cortez Masto è stata ammessa all'Albo degli Avvocati del Nevada nel 1990, alla Corte distrettuale degli Stati Uniti, al Distretto del Nevada nel 1991 e alla Corte d'Appello degli Stati Uniti per il Nono Circuito nel 1994. La sua carriera comprende quattro anni come avvocato civile a Las Vegas e due come procuratore penale per l'ufficio del procuratore degli Stati Uniti a Washington. Ha anche lavorato come capo del personale dell'ex governatore del Nevada Bob Miller.
Nel novembre 2003, Cortez Masto è stata nominata vicecancelliere esecutivo del Nevada System of Higher Education. C'è stata qualche polemica, perché è stata assunta direttamente dal rettore, non dal consiglio di reggenza del sistema universitario; il cancelliere ha detto che i reggenti gli avevano raccomandato di assumere un assistente e a dicembre il consiglio ha votato all'unanimità per approvare il suo stipendio annuale di 215.000 dollari.

### Procuratore generale del Nevada
Cortez Masto è stata il candidato democratico alla carica di procuratore generale di stato nel 2006 sconfiggendo il candidato repubblicano Don Chairez dal 59% al 36%, con il 5% di astenuti. È stata rieletta nel 2010, superando il repubblicano Travis Barrick dal 52% al 36%, con l'8% per il candidato americano indipendente Joel F. Hansen e il 4% di astenutti. Rimanendo così in carica per 8 anni.
Nel 2009, l'ufficio di Cortez Masto ha avviato un'indagine su Brian Krolicki, l'allora vice governatore repubblicano del Nevada. Krolicki ha affrontato accuse penali per aver gestito male il Nevada College Savings Trust Fund quando era tesoriere di stato. Durante le indagini, il Las Vegas Review-Journal ha scoperto che il marito di Cortez Masto, Paul, aveva pianificato di ospitare una festa di raccolta fondi per Robert S. Randazzo, candidato democratico a vice governatore, quattro giorni prima che l'ufficio del procuratore generale fosse programmato per perseguire Krolicki. Cortez Masto ha detto di non essere a conoscenza della festa di raccolta fondi. Le accuse contro Krolicki furono infine respinte dal tribunale distrettuale della contea di Clark. L'archiviazione delle accuse contro Krolicki è stata considerata una battuta d'arresto politica per Cortez Masto, che, secondo il Las Vegas Sun, "si è aperta alle accuse di politicizzazione del suo ufficio e cattiva condotta dell'accusa".
Nel 2010, l'ufficio di Cortez Masto ha iniziato a indagare su Bank of America, accusando l'istituto di credito di aumentare i tassi di interesse sui mutuatari in difficoltà. Il suo ufficio ha cercato di porre fine alla partecipazione del Nevada a un accordo di modifica del prestito al fine di citare in giudizio la banca per pratiche di marketing e prestito ingannevoli. Bank of America ha negato qualsiasi illecito. La causa è stata risolta nel 2012 con 750 milioni di dollari per riduzioni di privilegi e vendite allo scoperto.
Cortez Masto ha difeso lo stato del Nevada nella causa Sevcik v. Sandoval. La causa ha contestato la negazione del matrimonio tra persone dello stesso sesso da parte del Nevada, come proibito dalla costituzione e dalla legge statutaria dello stato. Dopo aver inizialmente difeso il divieto di matrimonio tra persone dello stesso sesso, Cortez Masto e lo stato hanno abbandonato la difesa alla luce di una sentenza della Corte d'Appello degli Stati Uniti per il Nono Circuito.

### Senato degli Stati Uniti

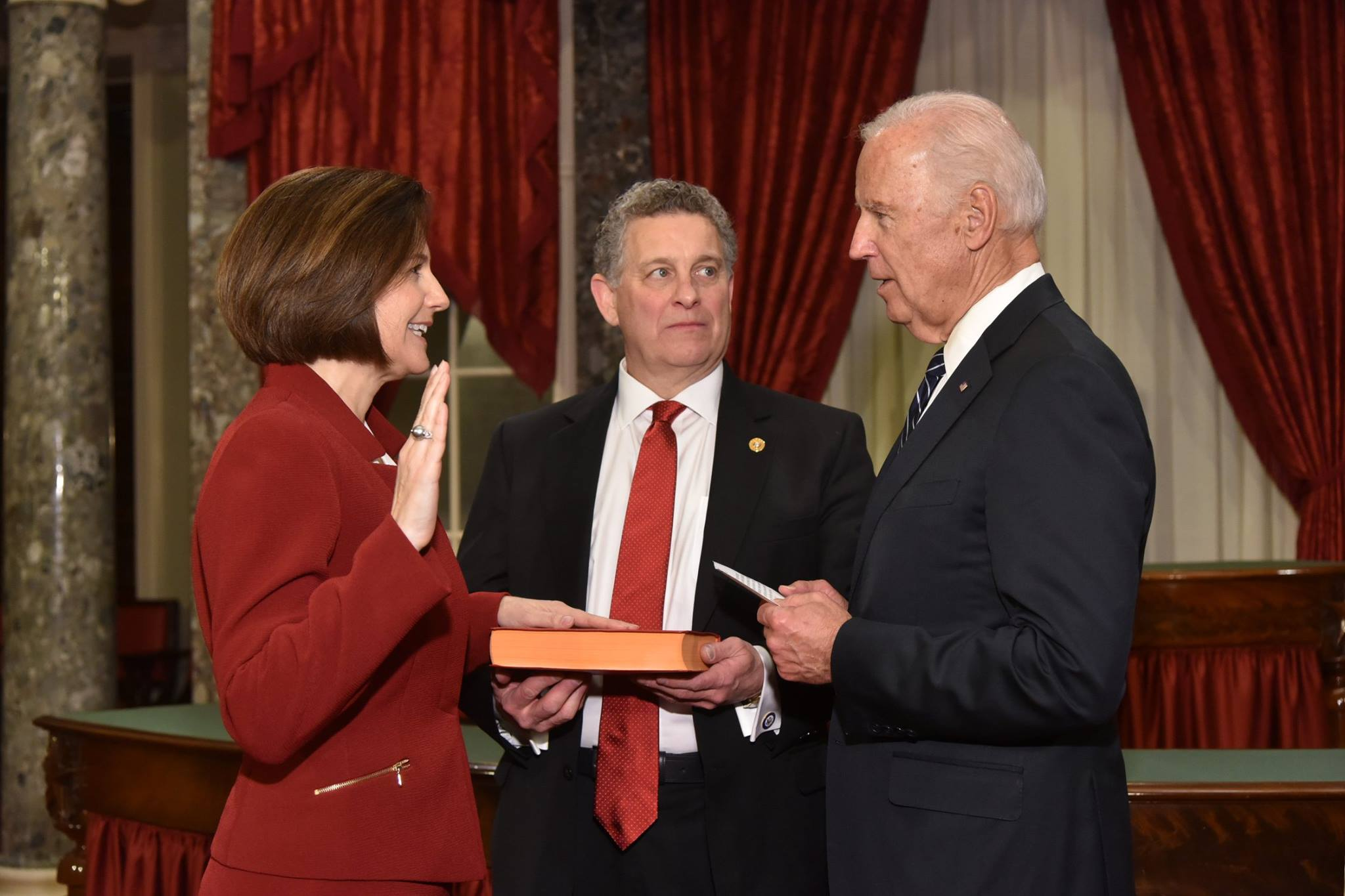
Cortez Masto giura come senatrice davanti al vice presidente degli Stati Uniti Joe Biden

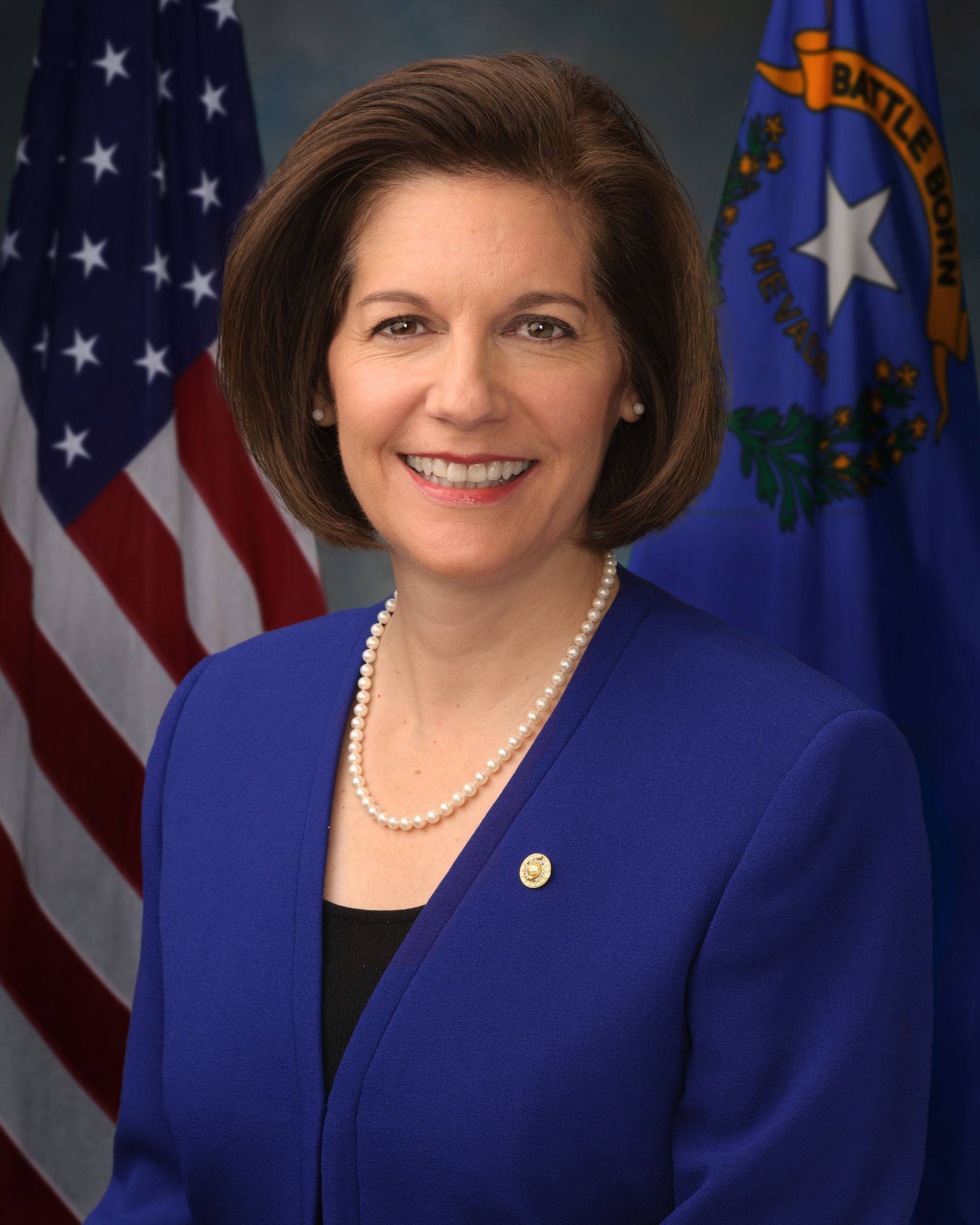
Catherine Cortez Masto al 115º Congresso

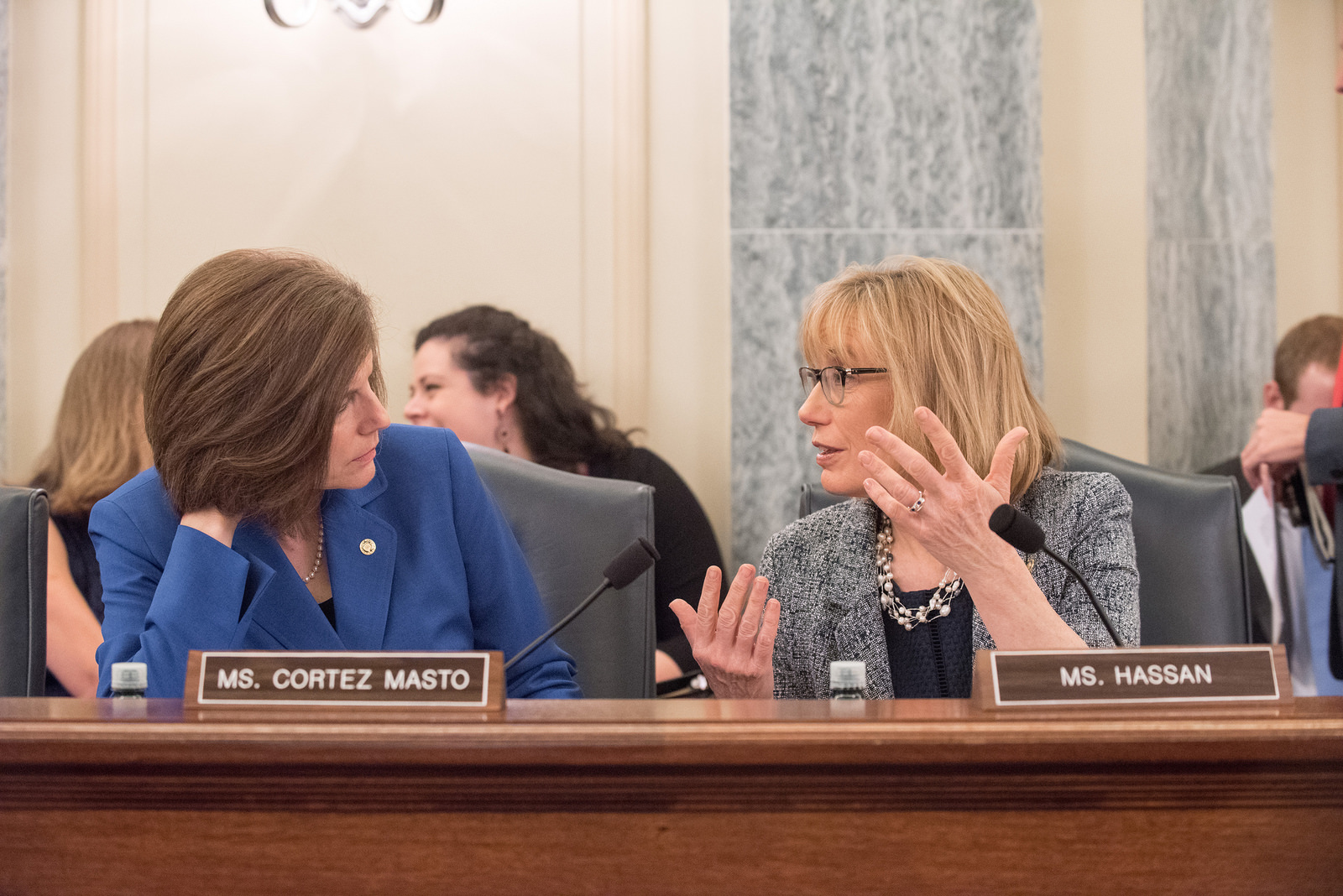
Maggie Hassan parla con Cortez Masto ad una audizione della commissione del Senato nel giugno 2017

Nel 2015 decide di candidarsi per il Senato dopo l'annuncio del ritiro del leader dei senatori democratici Harry Reid. Sostenuta da gran parte del partito, vince nettamente le primarie democratiche con più dell'80% dei voti. Alle elezioni dell'8 novembre 2016 affronta il repubblicano Joe Heck in una delle sfide considerate più incerte dai sondaggisti tra tutte quelle del Senato. Aiutata dalla massiccia campagna elettorale di Hillary Clinton nello Stato e dalla mobilitazione degli ispanici contro Donald Trump, vince le elezioni con il 47,1% dei voti contro il 44,7%, divenendo così la prima donna ispanica ad essere eletta al Senato.
Il 24 febbraio 2021, Cortez Masto ha annunciato che si candiderà alla rielezione nel 2022. Tra i suoi sfidanti ci sono il suo successore come procuratore generale e nominato nel 2018 per l'incarico di governatore Adam Laxalt.
Cortez Masto stava partecipando alla certificazione del conteggio dei voti del Collegio elettorale degli Stati Uniti del 2021 quando i sostenitori di Trump hanno preso d'assalto il Campidoglio degli Stati Uniti. Era nell'aula del Senato, preparandosi a parlare, quando c'è stato l'assalto. Mentre gli aggressori si avvicinavano all'aula, lei e i suoi colleghi senatori furono spostati in un luogo sicuro. Cortez Masto ha twittato definendo l'attacco "antiamericano e inaccettabile".
Il 24 febbraio 2021, Cortez Masto ha annunciato che si sarebbe candidata alla rielezione nel 2022.  Tra gli sfidanti il suo successore come procuratore generale e nominato nel 2018 per il governatore Adam Laxalt.  Il 12 novembre 2022, Cortez Masto ha sconfitto Laxalt, assicurandosi un secondo mandato.

## Vita privata
È sposata con Paul Masto, ex agente del Secret Service, dal 2014.